# Имприматур

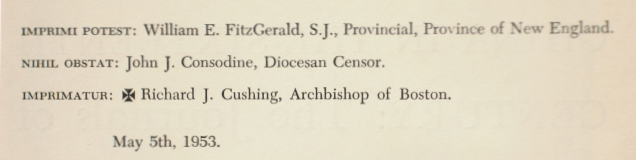
«Imprimi potest», «Nihil obstat» и «Imprimatur» на английском переводе (1953 год) книги «Китай в XVI столетии. Дневники Маттео Риччи»

Имприма́тур (лат. imprimatur — «да печатается») — официальная декларация, предоставленная высокопоставленным иерархом Католической церкви в адрес литературного или другого труда на богословскую тематику, который претендует на выражение католического мнения. Имприматур — финальная стадия одобрения книги, удостоверяющая, что в работе отсутствуют положения, противоречащие доктрине Католической церкви. Имприматур разрешает печать работы и одобряет её для чтения и использования в процессе духовного образования и богословских исследованиях. Цель имприматура — недопущение декларации от имени Католической церкви мнений, противоречащих её официальному учению.
Как правило, имприматур предоставляется епископом. Имприматур ни в коей мере не означает, что предоставивший его иерарх согласен со всеми мнениями, высказанными в труде, но свидетельствует лишь об отсутствии противоречий с официальным католическим вероучением. В исключительных случаях Римская курия имеет право приказать епископу отозвать имприматур, если она считает, что он был поставлен ошибочно, и работа содержит положения, противоречащие католической догматике.
По вероучению Католической церкви у епископа в рамках подчинённой ему епархии есть право «учить, освящать и управлять», поэтому именно на нём лежит главная ответственность за качество богословских книг, издаваемых в епархии. В Средние века имприматур мог накладываться практически на любое литературное произведение, отсутствие имприматура грозило попаданием книги в Индекс запрещённых книг.
В настоящее время сфера его применения ограничена лишь католическими богословскими трудами. Порядок предоставления имприматура регламентирован Кодексом канонического права (Кан. 822—832). Кодекс канонического права особо подчёркивает, что в качестве учебников и учебных материалов в процессе преподавания католических дисциплин могут использоваться лишь издания, имеющие соответствующее одобрение.
Прежде чем попасть на одобрение к епископу издание обязательно должно получить предварительное разрешение  — «Nihil obstat» (ничто не препятствует), которое выдаёт специально назначаемый цензор. Если богословский труд написан членом монашеского ордена, то перед представлением епископу на имприматур кроме «Nihil obstat» монашествующий автор обязан получить санкцию главы ордена или уполномоченного им лица, известную как «Imprimi potest» (может печататься).